# Bronisław Prugar-Ketling

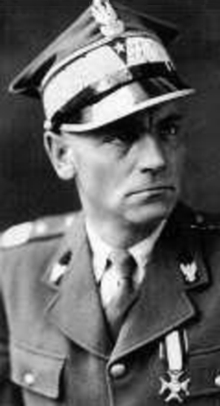
Bronisław Prugar-Ketling

Bronisław Prugar-Ketling (* 2. Juli 1891 in Trześniów, Polen; † 18. Februar 1948 in Warschau) war ein General der polnischen Armee.

## Leben
Er wurde in der Nähe von Krosno in Trześniów geboren. 1921 absolvierte er die Höhere Kriegsschule Warschau. Im Anschluss war er Stabschef bei der 2. Gebirgsdivision der polnischen Armee und befehligte das 34. Regiment. Von 1929 bis 1935 befehligte er das 45. Regiment. Im Jahr 1935 wurde er zum Leiter der Infanterieabteilung im Kriegsministerium ernannt. In dieser Position blieb er bis 1939.
Während des Überfalls auf Polen von 1939 war er Kommandeur der 11. Division.
Nach der Niederlage gelang es ihm, nach Frankreich zu gelangen, wo er sich der Polnischen Armee anschloss, die sich auf französischem Boden neu formierte. Ihm wurde das Kommando über die polnische 2. Schützendivision anvertraut, die in der Gegend von Parthenay (Deux-Sèvres) gebildet wurde. Sie setzte sich aus polnischen Soldaten zusammen, denen es nach der Besetzung ihres Landes durch Deutschland und die UdSSR gelungen war, Polen über Rumänien und Ungarn zu verlassen, sowie aus polnischen Einwanderern, die sich bereits in Frankreich befanden, wo sie in den Bergwerken und in der Landwirtschaft arbeiteten. Die Division war Teil der 8. Armee unter General Émile Laure und hatte den Auftrag, das Tal von Belfort und den Übergang über die Saône (45. Armeekorps) zu verteidigen.
Nach dem Fall von Paris am 14. Juni 1940 drängten deutsche Panzerverbände das 45. französische Armeekorps – bestehend unter anderen aus zwei polnischen Divisionen – in den Jura ab. Im Kampf gegen die deutsche Wehrmacht war es in der Gegend von Dijon in eine aussichtslose Lage geraten und konnte sich der drohenden Kriegsgefangenschaft nur durch die Flucht in die Schweiz entziehen.
Der Befehl, den Rückzug der französischen Armee zu sichern, erreichte die 2. polnische Infanteriedivision am 16. Juni 1940. Auf sich allein gestellt, kämpfte sie in der Nähe von Maîche, Damprichard, St-Hyppolyte und Trévillers im Gebiet des Doubs gegen Truppen der Wehrmacht. Der General des 45. Armeekorps, Marius Daille, ersuchte den schweizerischen Bundesrat um Asyl, was dieser am 20. Juni 1940 gewährte. Nach teilweise großen Verlusten überschritten zwischen dem 19. und 21. Juni 1940 20.000 französische und 12.500 polnische Soldaten die Schweizer Grenze bei Goumois und wurden von der Schweizer Armee entwaffnet.

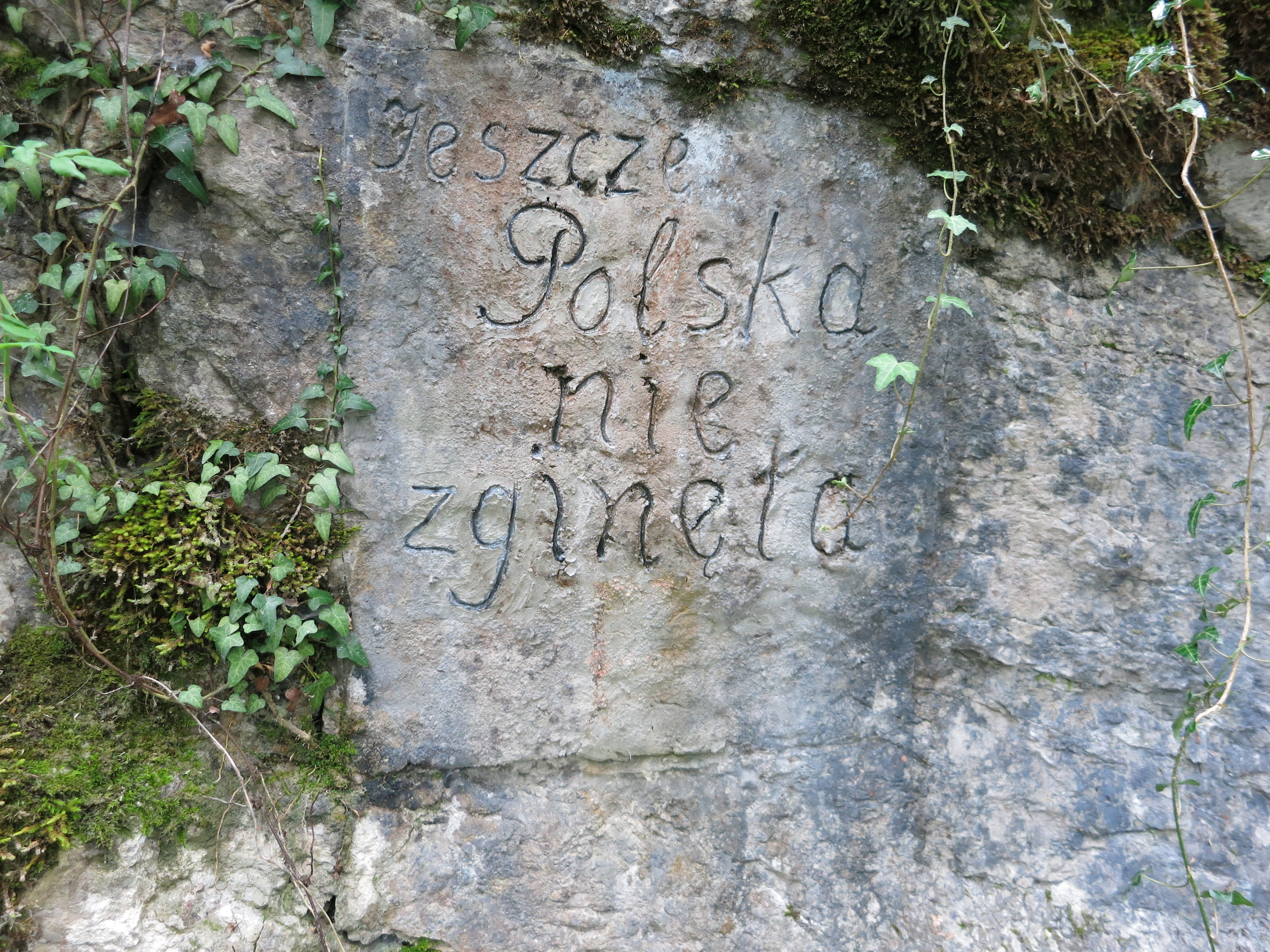
Inschrift an der Polenstrasse Alpnach–Mueterschwanderberg (deutsch: Noch ist Polen nicht verloren)

Von den 15.000 Männern der 2. polnischen Jägerdivision gelangten 12.500 in die Schweiz. Sie wurden nach den Regeln der Haager Landkriegsordnung interniert. Die polnischen Soldaten kamen vorerst in Lager in der Gegend von Neuenburg und Biel-Bienne und später in der übrigen Schweiz, während die französischen Soldaten aufgrund einer Vereinbarung mit Deutschland bereits nach wenigen Monaten in ihre Heimat zurückkehrten.
Die polnischen Soldaten konnten bis Ende 1945 in der Schweiz bleiben, wo sie unter anderem für militärische Bauten und für die landwirtschaftliche Lebensmittelversorgung eingesetzt wurden. Um den Jüngeren unter ihnen die Fortsetzung ihrer Ausbildung zu ermöglichen und um damit auch einen ideellen und geistigen Beitrag zur Bewältigung der Kriegsfolgen und des Wiederaufbaus nach dem Krieg zu leisten, entstanden um 1940 die Hochschullager für Internierte in Freiburg, Herisau und Winterthur. Die polnischen Soldaten in der Schweiz unterstanden militärisch Prugar-Ketling. Am 15. Oktober 1943 bezog Prugar-Ketling zusammen mit rund 50 Stabsoffizieren das sogenannte „Offizierslager Meilen“.
1945 war Prugar-Ketling einer der wenigen hohen polnischen Offiziere, die nach Polen zurückkehrten. Ihm wurden mehrere Posten anvertraut. Er war nacheinander Kabinettschef des Oberbefehlshabers der Volksarmee, Leiter der Infanterieabteilung im Verteidigungsministerium und Leiter der Kampfausbildung der Landstreitkräfte.
Er starb 1948 in Warschau und wurde auf dem Friedhof von Powązki beigesetzt.